# Ceramica-Stiftung
Die Ceramica-Stiftung ist eine 1954 gegründete Schweizer Stiftung. Die Stiftung hat ihren Sitz in Basel. Präsident des Stiftungsrates ist seit 1999 der Notar Thomas Staehelin.

## Tätigkeit
Die Stiftung unterstützt weltweit die wissenschaftliche, kunsthistorische, kulturhistorische und archäologische Erforschung der Keramik verschiedener Epochen, meist als einmalige und anteilige Beihilfen für die Herausgabe und den Druck von Schriften, Ausstellungen zur Keramik oder die Zugänglichmachung keramischer Sammlungen, für Reisen oder Fotoarbeiten. Ein nicht geringer Teil der deutsch- aber auch anderssprachigen Literatur etwa zur antiken Keramik oder zu verschiedenen Keramikmanufakturen, darunter viele Standardwerke und Sammlungskataloge, wurden durch die Ceramica-Stiftung mitfinanziert (siehe Projektbeispiele).
Seit dem Jahr 2009 finanziert und organisiert die Stiftung das Projekt CERAMICA CH – Nationales Keramikinventar der Schweiz. 

## Projektbeispiele
Beispiele für unterstützte Druckwerke
- John H. Oakley: The Achilles Painter. von Zabern, Mainz 1997, ISBN 3-8053-1889-8.
- Yasemin Tuna-Nörling: Daskyleinon I. Die attische Keramik. Ízmir 1999[2]
- Samuel Wittwer: Die Galerie der Meissener Tiere. Die Menagerie August des Starken für das Japanische Palais in Dresden. Hirmer, München 2004, ISBN 3-7774-2275-4. (Schriftenreihe der Gesellschaft für Keramikfreunde e.V. Düsseldorf, Band 1)
- Barbara Beaucamp-Markowsky: Frankenthaler Porzellan. Hirmer, München 2008, ISBN 978-3-7774-3065-2. (3 Bände, Aufarbeitung des Frankenthaler Porzellans in den Jahren 1998 bis 2005 im Reiss-Engelhorn-Museen in Mannheim)[3]
- Hans Dieter Flach, Thomas Krueger: Maroni heiß und lecker – Kastanientöpfe aus Porzellan, Fayence, Steingut und Steinzeug. Verlag Jörg Mitzkat, Holzminden 2010, ISBN 978-3-940751-28-7. (Schriften zur Geschichte des Fürstenberger Porzellans, Band 2)[4]
- Julia Weber: Meißener Porzellane mit Dekoren nach ostasiatischen Vorbildern. Stiftung Ernst Schneider in Schloss Lustheim. Herausgegeben von Renate Eikelmann. Hirmer, München 2013, ISBN 978-3-7774-9091-5.
- daneben werden ganze Reihen, etwa die Keramikforschungen oder Kerameus, unterstützt

Unterstützte Projekte
- Erstellung eines Auswahlkataloges der Antikensammlung Erlangen (1998 bis 2002)[5]
- Gefässkeramik und Hafnerei in der Frühen Neuzeit im Kanton Bern (2001 bis 2004)[6]
- Die attisch rotfigurigen Vasen des 4. Jhs. v. Chr. des Historischen Museums in Kertsch (Ukraine), 2008 bis 2010[7]
- Unterstützung der Materialsammlung für eine wissenschaftliche Bearbeitung der Kurfürstlichen Porzellanmanufaktur in Höchst[8]
- Neubau des Wedgwood Museums
- Katalogisierung der Sammlung Ehmann[9]

Unterstützte Ausstellungen
- The World in Colours. An Exhibition presented by the Oriental Ceramics Society. London 2006.[10]